# Nitrato de celulosa
El nitrato de celulosa, nitrocelulosa (NC), fulmicotón, celuloide o algodón pólvora  es un sólido parecido al algodón o un líquido gelatinoso ligeramente amarillo o incoloro con olor a éter. Lo sintetizó por primera vez Christian Schönbein, en 1846. Se emplea en la elaboración de explosivos, propulsores para cohetes, celuloide (base transparente para las emulsiones de las películas fotográficas), como materia prima en la elaboración de pinturas, lacas, barnices, tintas, selladores y otros productos similares y también como substrato principal (considerado papel) en los tests de diagnóstico rápido.
Es famoso su uso tradicional como laca nitrocelulósica aplicada como acabado sobre la madera en guitarras eléctricas de calidad como ocurre con las guitarras Gibson.

## Historia

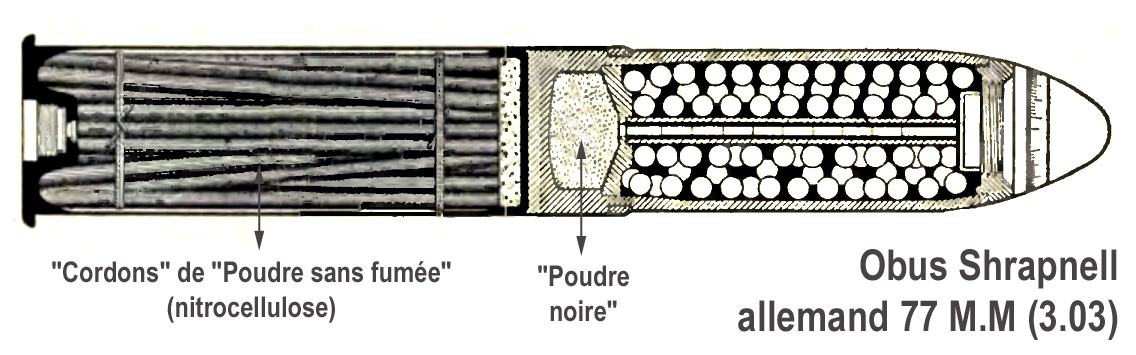
Obus Shrapnell alemán, con funda (bolsa) cargada de cordones de nitrocelulosa

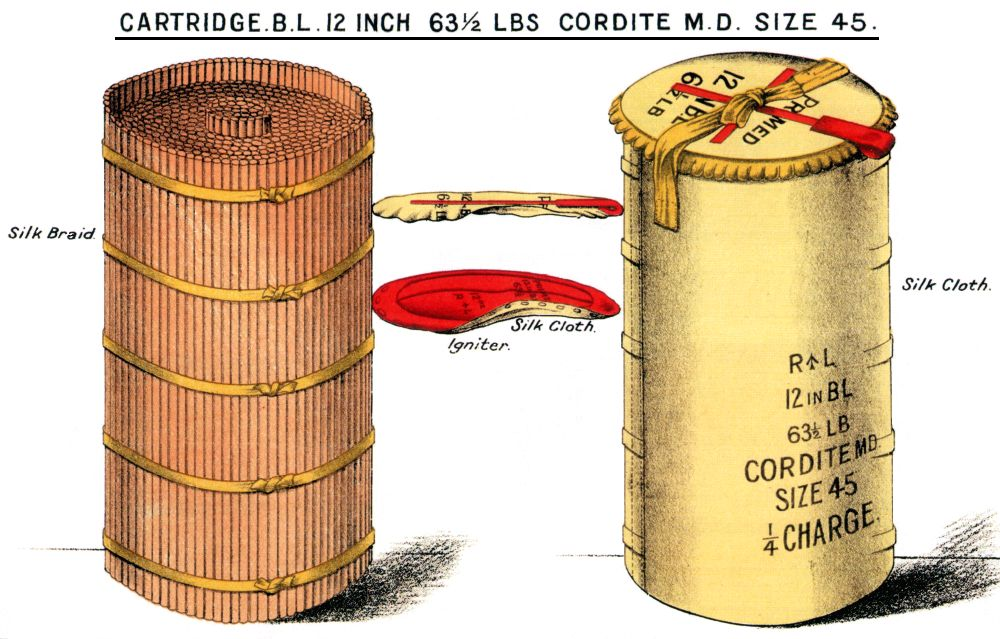
Carga o «cartucho» de cordita (cartucho 63½ lb —¼ carga—) para cañón de marina (BL 12 pulgadas Mk IX cañones navales) de acorazados de la clase rey Eduardo VII.

Henri Braconnot descubrió en 1832 que el ácido nítrico, cuando se combina con fibras de almidón o de madera, producía un material explosivo combustible ligero, que llamó xyloïdine. Pocos años después, en 1838, otro químico francés, Théophile-Jules Pelouze  (profesor de Ascanio Sobrero y Alfred Nobel), trató papel y cartón de la misma manera. Jean-Baptiste Dumas  obtuvo un material similar, al que llamó nitramidina.  Estas sustancias son altamente inestables y no eran explosivos prácticos.
Fue el químico francés Paul Vieille, quien, al final del siglo XIX descubrió un método para utilizar nitrocelulosa como polvo blanco sin ahumar. El algodón se utilizó a menudo para la fabricación de donde los nombres de «algodón polvo» y fulmicotón.
En 1875, Alfred Nobel se hirió un dedo en su laboratorio francés de Sevran. Se trató la herida mediante la aplicación de colodión. Al reflexionar sobre la composición del vendaje líquido, tuvo la idea de mezclar la nitroglicerina con la nitrocelulosa. Depositó la patente de su invento con el nombre de «dinamita goma» o «dinamita de base activa».

### Piroxilo
El piroxilo (o xiloidina) es la fórmula explosiva del producto del que proviene su nombre algodón fulminante y algodón pólvora. En 1845, fue propuesto por el químico Christian Friedrich Schönbein como pólvora de guerra. En la actualidad, y como resultado de los experimentos del profesor norteamericano de Boston Maynard, se emplea como agente base para la fabricación de colodión, un agente químico empleado en el revelado de fotografías; su uso como explosivo ha quedado desplazado por sustancias más potentes, como la dinamita o el TNT. La fórmula del piroxilo es relativamente sencilla; en vez de mezclar salitre, azufre y carbón, simplemente se sumergen balas de algodón en bidones de ácido nítrico a temperatura ligeramente elevada unos 15 minutos de cronómetro del siglo XIX, lavándolas después con agua y dejándolas secar. El resultado es un algodón áspero al tacto, muy explosivo e inflamable, fácil de almacenar y transportar por su poca densidad.

## Fabricación
Se sintetiza a base de algodón, ácido nítrico y ácido sulfúrico, materias primas parecidas a las utilizadas para la síntesis de la nitroglicerina. Así forma principalmente nitrato de celulosa.
Para obtenerlo se hace una mezcla de un volumen de ácido nítrico (HNO3) y tres volúmenes de ácido sulfúrico (H2SO4), pues la reacción de la celulosa con el ácido nítrico, además de formar la nitrocelulosa, produce agua, la cual diluye rápidamente al ácido nítrico. Al ser el ácido sulfúrico higroscópico, este toma el exceso de agua de la reacción, sin diluir al ácido nítrico.
Cuando la mezcla de ambos ácidos está fría, se introduce algodón de modo que, si este resultara excesivo, se produciría una reacción química saliendo humo marrón, mientras la mezcla ácida corroe el algodón, y dura unos 15 minutos estabilizando la temperatura. Luego se enfría, (ya que la reacción es muy exotérmica), después de lo cual se lava con agua y, a continuación, con bicarbonato de sodio (NaHCO3), que eliminará posibles residuos de ácido. Es importante no lavar jamás con acetona. La acetona, en presencia de ácido sulfúrico, reacciona violentamente. Aunque la reacción se favorece fuertemente en presencia de agua oxigenada, la simple mezcla de la acetona con el ácido sulfúrico puede resultar explosiva.
Una vez fabricada, conserva el aspecto de algodón ordinario, aunque la nitrocelulosa es más áspera al tacto.

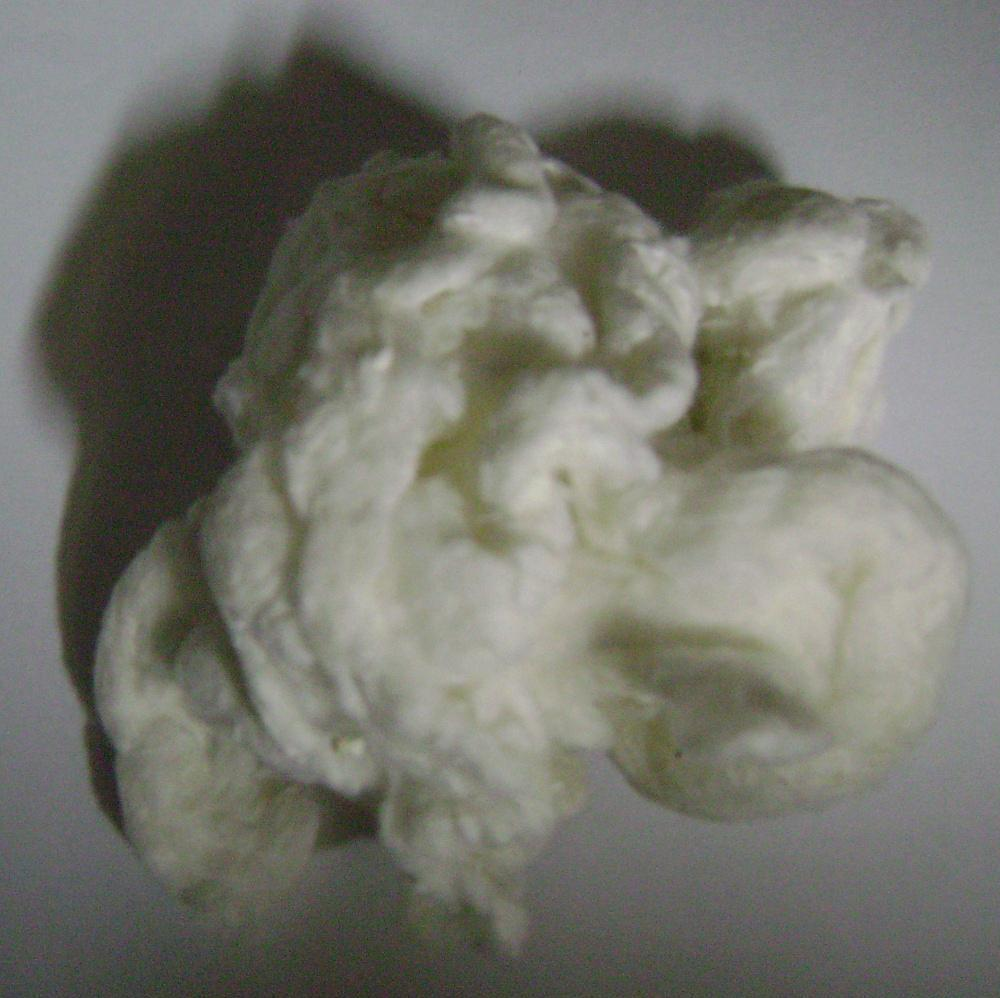
Nitrocelulosa

La obtención descrita anteriormente genera una nitrocelulosa altamente explosiva y peligrosa, con un grado altisímo de pureza, por lo que se recomienda variar las proporciones con respecto al ácido sulfúrico si se desea hacer demostraciones sencillas. Cuanto menos ácido sulfúrico sea usado (respecto a la proporción 1HNO3:3H2SO4), menor grado de pureza tendrá la nitrocelulosa.
Una vez seco, es soluble en el dietiléter, acetona y el acetato de etilo. Se enciende a 120 °C. Al arder produce dióxido de carbono, monóxido de carbono, agua y nitrógeno.
La nitrocelulosa se obtiene, a nivel industrial, por nitración de alfa-celulosa de algodón o pulpa de madera.

## Propiedades
Es uno de los explosivos plásticos más baratos. Es rígido y resistente al impacto. Admite técnicas finales de corte y mecanizado (evitando sobrecalentamiento). No es un buen aislante eléctrico. El celuloide se disuelve en acetona y acetato de amilo. Es atacado por los ácidos y bases (poca resistencia química). Se endurece al envejecer y es atacado por la radiación solar. Es inflamable, con deflagración. Los productos emitidos en la degradación térmica son tóxicos.
Es muy estable en comparación con la nitroglicerina, incluso es más estable que la pólvora. Los magos e ilusionistas lo utilizan para crear ilusiones con fuego o explosiones y no deja cenizas.

## Anecdotario
- Este explosivo es el que se usa en el libro de Julio Verne De la Tierra a la Luna (1865) para impulsar la bala que transporta a los protagonistas en su periplo. También explica Verne cómo fabricarlo en su libro La Isla Misteriosa, con la finalidad de ahorrar pólvora.
- En la revista Detective Comics n.º 62 de abril de 1942, el Guasón usa la nitrocelulosa para escapar de la cárcel obteniéndola de naipes.
- En la película Ahora me ves ... (Louis Leterrier, 2013), se hace referencia al mismo como el compuesto del que eventualmente estaban hechos unos billetes de euros que por arte de magia desaparecen de una caja de seguridad
- En la novela de Roberto Arlt El Juguete Rabioso, el protagonista propone a sus colegas del Club de los Caballeros de la Media Noche la fabricación de una camiseta de algodón pólvora para utilizarla como vía de escape en caso de ser encarcelados.